# Andar nobre

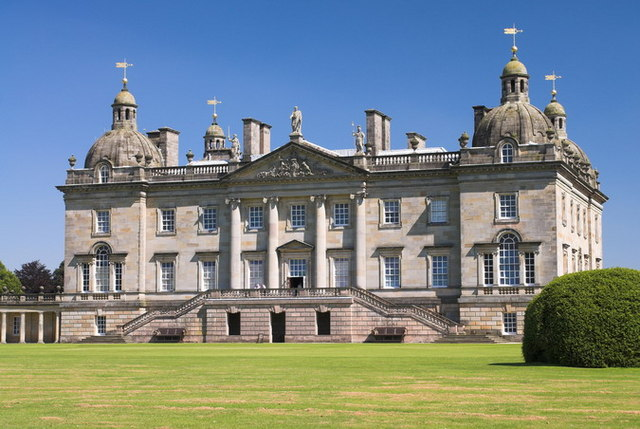
Exemplo de piso principal arquitetonicamente destacado no exterior com janelas mais decoradas (Houghton Hall, Norfolk)

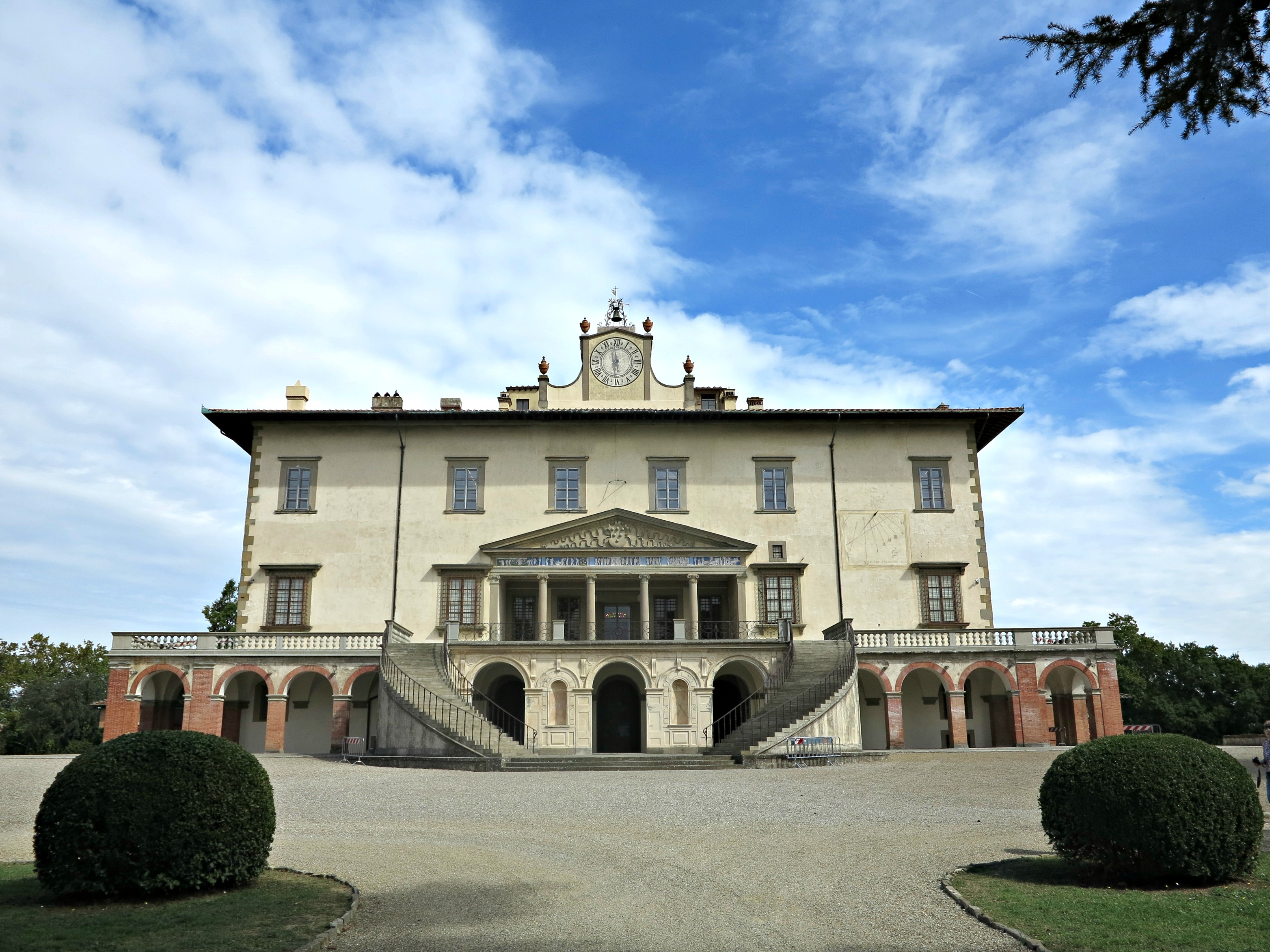
Medici Villa di Poggio a Caiano: o piso principal pode ser lido a partir das janelas maiores e da loggia com frontão

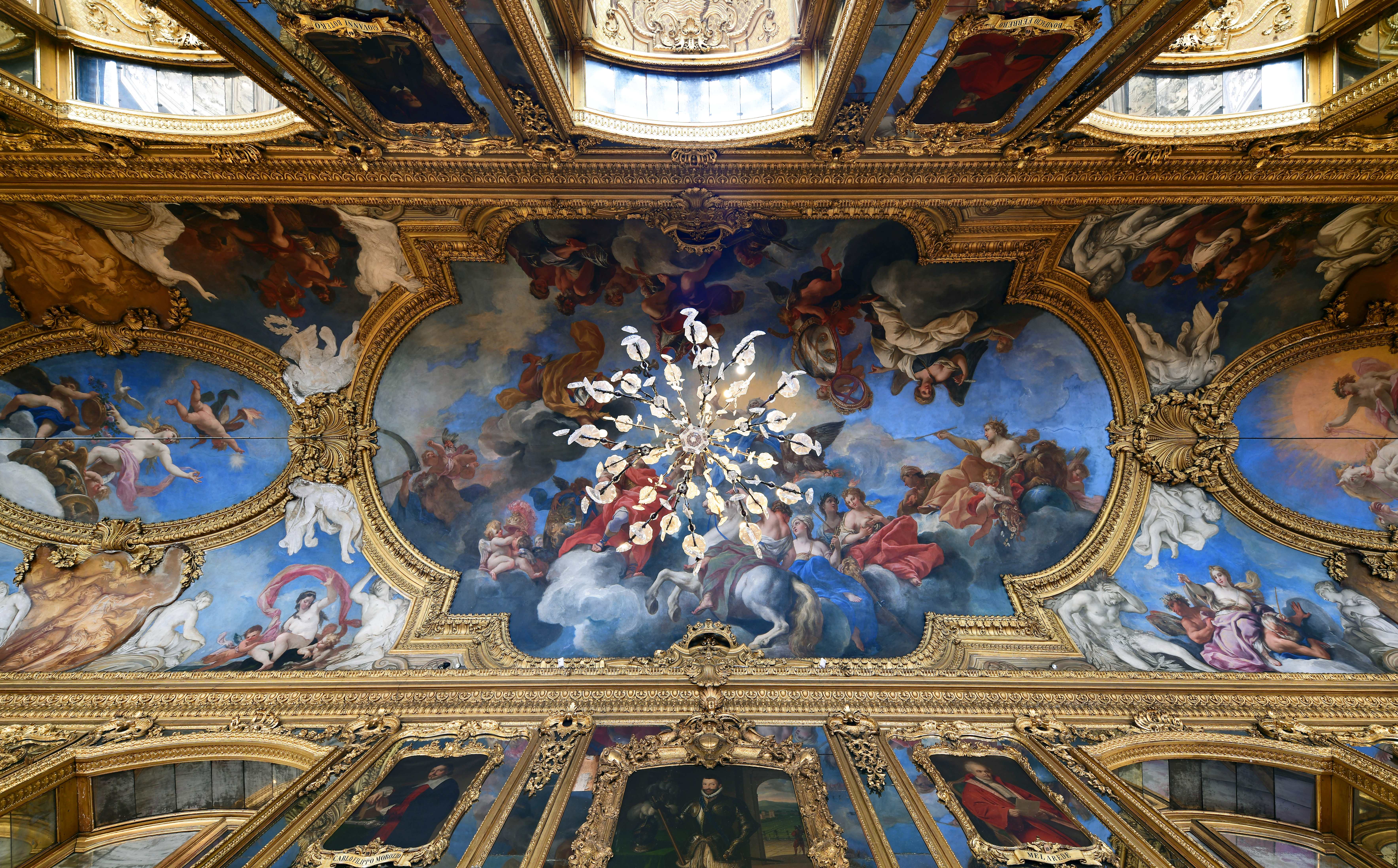
A Galleria del Daniel no Primeiro Piano Nobile do Palazzo Reale de Turim

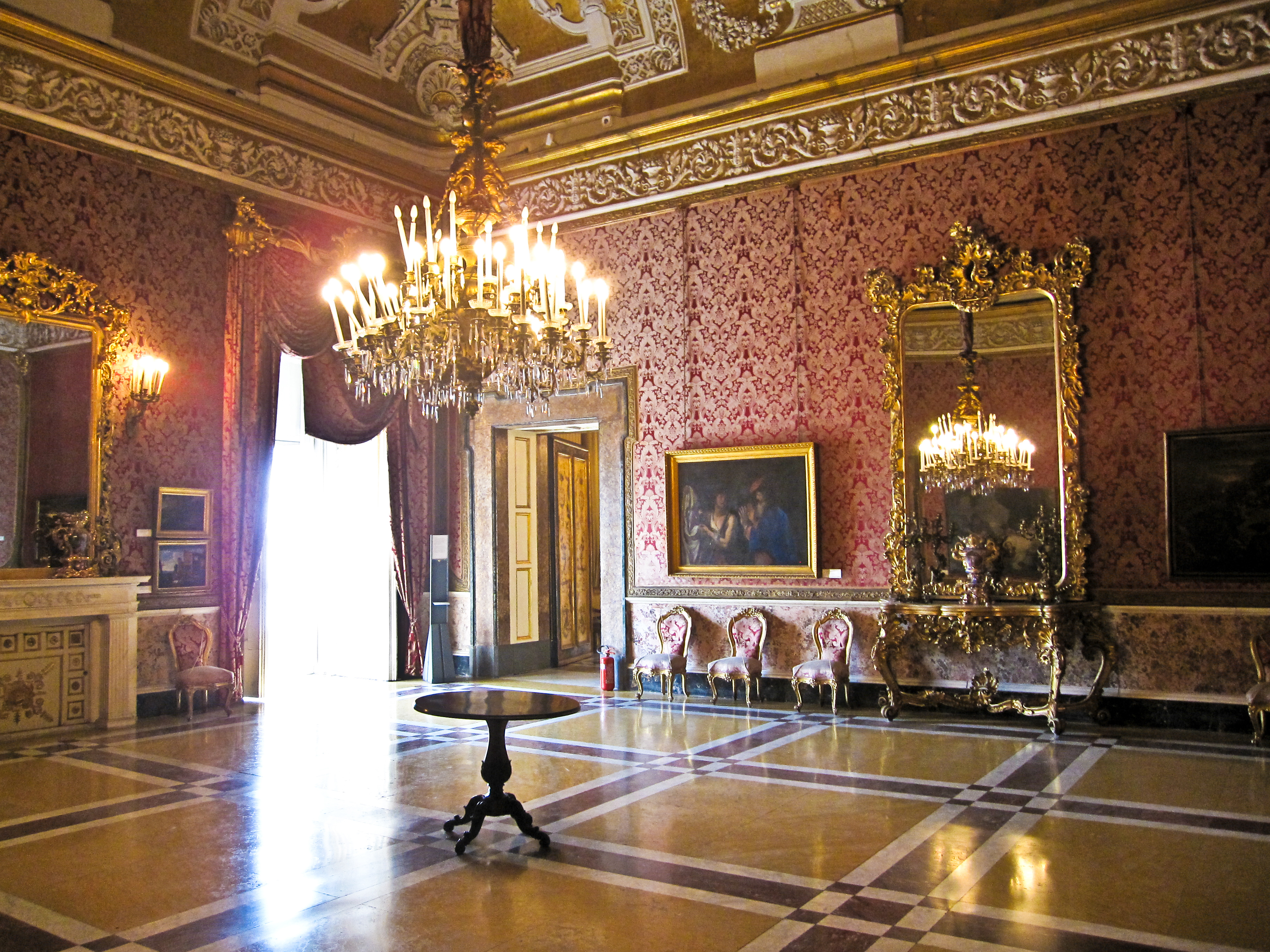
Uma das salas do andar principal do palácio real de Nápoles

O andar nobre é um elemento tradicional e típico dos palácios nobres urbanos desde o primeiro Renascimento até aproximadamente o século XIX, quando a distinção de função entre os vários pisos e cómodos de um edifício perdeu o rígido caráter esquemático em direção a uma maior liberdade de destinação dos compartimentos.

## Descrição
No interior de estruturas que geralmente tinham três pisos (mais raramente quatro), nos palácios o piso nobre coincidia com o primeiro piso. Recebeu esse nome porque constituía a própria residência da família e geralmente apresentava os melhores interiores de todo o edifício.
No piso principal existiam alguns quartos de representação como os halls, depois os quartos e os demais cômodos utilizados pela família mestre. Mesmo do exterior, o piso principal era geralmente reconhecível devido às decorações maiores e mais ricas da fachada. As Varandas e terraços também eram sinal de distinção, ainda que sejam elementos posteriores, que se popularizaram a partir do século XVII.
Para aceder ao piso principal a partir do rés-do-chão existia uma escada, muitas vezes de planta monumental, que geralmente partia do pátio central. Os mezaninos poderiam ser colocados entre o térreo e o piso principal, ou seja, andares intermediários para uso dos servos, acessíveis através de outras escadas.
Nos edifícios de maior dimensão, sobretudo a partir do século XVII, acontecia que alguns familiares também tivessem os seus apartamentos no segundo ou rés-do-chão, ainda que a figura proeminente da família continuasse a viver no primeiro andar. Nestes casos também podemos falar de um “segundo” piano nobile. Sempre nos grandes palácios (ou talvez devêssemos falar de palácios), por vezes os apartamentos de verão situavam-se no rés-do-chão, comunicando com o jardim e portanto mais frescos.
Nas villas suburbanas também foram construídos andares nobres, talvez acessíveis a partir de uma grande escadaria na fachada, como nas villas palladianas ou na villa Medici de Poggio a Caiano, mas já de no final do século XIV, com a crescente popularidade do casini, o plano de moradia da família principal foi rebaixado, passando de construir sobre um mezanino de serviço, num simples terreno elevado, acessível apenas com uma dezena de degraus, para que possa viver ao nível dos jardins, em contacto próximo com estes locais de deleite .